# Cantone di Tallard
Il Cantone di Tallard è una divisione amministrativa dell'arrondissement di Gap.
A seguito della riforma approvata con decreto del 20 febbraio 2014, che ha avuto attuazione dopo le elezioni dipartimentali del 2015, è passato da 9 a 19 comuni.

## Composizione
I 9 comuni facenti parte prima della riforma del 2014 erano:
- Châteauvieux
- Fouillouse
- Jarjayes
- Lardier-et-Valença
- Lettret
- Neffes
- La Saulce
- Sigoyer
- Tallard

Dal 2015 i comuni appartenenti al cantone sono i seguenti 19:
- Avançon
- Barcillonnette
- La Bâtie-Vieille
- Châteauvieux
- Esparron
- Fouillouse
- La Freissinouse
- Jarjayes
- Lardier-et-Valença
- Lettret
- Neffes
- Pelleautier
- Rambaud
- Saint-Étienne-le-Laus
- La Saulce
- Sigoyer
- Tallard
- Valserres
- Vitrolles